# Doclea
La Doclea (in serbo-croato: Дукља/Duklja) era uno stato slavo medievale, localizzato tra l'attuale Montenegro e l'Albania. Comprendeva territori lungo il corso del fiume Zeta, intorno al Lago di Scutari e alle Bocche di Cattaro, e si estendeva in parte dell'attuale Erzegovina.
Il suo nome deriva da una antica città omonima, i cui resti si trovano vicino a Podgorica, nella provincia romana Praevalitana, abitata dalla popolazione illirica dei Docleatae.
La Doclea verso il XIII secolo venne rinominata in principato di Zeta, poco prima della sua unione con il gran principato di Rascia.

## Le origini
Nel IV secolo a.C. le popolazioni illiriche che vivevano nei Balcani costituirono un regno con capitale nella città di Scutari. Tra i villaggi che costruirono, alla confluenza tra i fiumi Zeta e Morača, fondarono Dioclea, nei pressi dell'attuale Podgorica. Nel 168 a.C., Roma portò a termine la campagna di conquista dell'Illiria e pose fine alla sua indipendenza. Con la conquista romana iniziò una campagna di latinizzazione delle popolazioni autoctone. Dopo il crollo dell'Impero Romano d'Occidente, l'area, che dal 395 era divisa tra Roma e Costantinopoli, rientrò tutta nei possedimenti dell'Impero bizantino.
Nel VI secolo, alcune tribù slave si spostarono nei Balcani, tra i territori costieri dell'Adriatico e l'entroterra. La Doclea venne invasa dalle tribù slave, sia croate che serbe, le quali si andarono a mescolare con illiri, romani, albanesi e valacchi.
Il De administrando imperio riporta che l'Illiria (provincia Praevalitana) fu invasa dagli Avari. L'imperatore Eraclio I chiese aiuto contro di loro ai Serbi bianchi della Lusazia, guidati dall'"Arconte sconosciuto". Attorno al 629-630 gli slavi occuparono le terre invase dagli Avari, liberandole e l'imperatore come ricompensa concesse l'autorizzazione formale a insediarsi nella Tessaglia, per poi migrare più a nord.
Tuttavia già in precedenza, nel 615, tutti i Balcani erano considerati Sklavinia – abitati o sotto il controllo degli slavi e l'imperatore Eraclio I nel 622 aveva già costituito una confederazione di protettorati, tra cui la Doclea, quali stati-cuscinetto da contrapporre alle scorrerie delle popolazioni più a nord in territorio bizantino.
Questo tipo di entità statale (in latino medievale comitatus) fu poi nota come "giuppania" (in serbo-croato župa, ossia governate da uno župan). 
Tradotte a volte come contee o principati, erano formalmente sotto la sovranità bizantina, ma di fatto si autogovernavano.
Con l'intento di diffondere la fede cristiana, l'imperatore affidò a missionari della Chiesa latina la loro evangelizzazione (lo scisma d'oriente si sarebbe verificato solo alcuni secoli dopo). Numerosi benedettini giunsero nella regione per convertirne le popolazioni slave.
Nel 732 Leone III l'Isaurico sottrasse al papato la giurisdizione religiosa sulla Doclea e l'affidò al Patriarcato di Costantinopoli che vi inviò molti monaci greci, per sottoporla ad un processo di ellenizzazione. Nelle città costiere, comunque, la cultura latina continuò ad essere quella predominante.

## Da protettorato a potenza

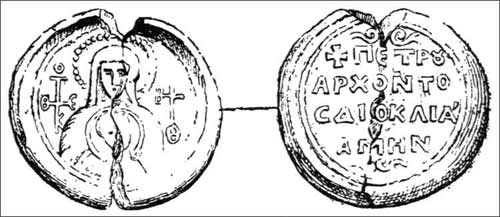
Sigillo dell'arconte Predimir

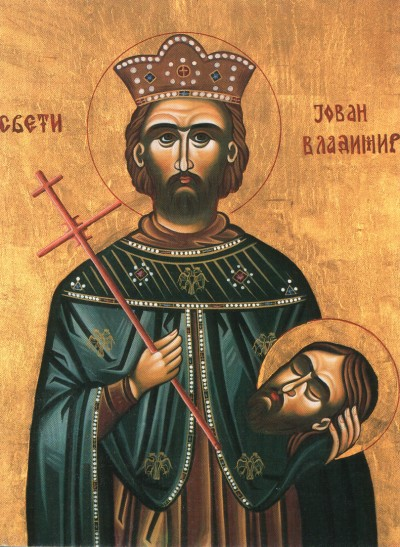
Jovan Vladimir

Oltre a promuovere l'evangelizzazione, l'imperatore fece sì che la Doclea divenisse vassallo del Gran principato di Rascia, retto dalla famiglia dei Vlastimirović (Властимировићи), mantenendo, comunque, una certa autonomia.
Sotto il regno dello župan di Rascia Vlastimir (Властимир, 825-850), i serbi si ribellarono al potere bizantino e a quello dei religiosi cristiani: i pochi mercenari di Costantinopoli furono scacciati insieme al clero greco. Sotto il regno di Mutimir (Мутимир, 860 - 891), invece, dopo la vittoria contro i Bulgari che avevano aggredito i principati serbi, per acquistare alleati tra gli stati cristiani, si decise la conversione al Cristianesimo anche degli ultimi pagani presenti nelle terre della Doclea.
Il principe Časlav Klonimirović (Часлав Клонимировић, 927-950) unificò i principati di Zaclumia, Pagania, Travunia, Doclea e Rascia, Croazia e Bosnia in un unico Stato che, però si dissolse appena dopo la sua morte. Tra i principati serbi, allora, la Doclea iniziò ad assumere una posizione sempre più di prestigio: suoi emissari governavano anche le enclavi bizantine di Cattaro, Antivari e Dulcigno che furono obbligate a versare tributi al sovrano di Doclea.
Quando l'imperatore Giovanni I Zimisce (969-976) invase e conquistò la Rascia, il suo župan si rifugiò in Doclea presso l'arconte Predimir (il primo sovrano di Doclea di cui si conosce il nome) che il popolo chiamava re, gli diede in sposa la figlia Prechvala e si dichiarò suo vassallo. Predimir organizzò una ribellione popolare in Rascia e, quando i Greci furono cacciati, la Rascia divenne uno Stato vassallo della Doclea. Dopo la morte di Predimir, salì al trono il figlio Silvestro, cui successe il figlio Hlavimir che divise il regno tra i suoi tre figli. Alla morte di Hlavimir, il figlio Petrislav riunificò parte dei possedimenti paterni e si insediò in Doclea. Quando anche Petrislav morì, il trono passò a suo figlio Jovan Vladimir (Јован Владимир).
Jovan Vladimir intraprese una guerra contro le tribù albanesi che minacciavano i confini, lì batté e ne conquistò le terre includendo nei propri domini la città di Scutari. Dopo questa vittoria, però, fu sconfitto dall'esercito di Samuele di Bulgaria. Fatto prigioniero e condotto in Bulgaria, gli fu data in moglie la figlia dello Zar, Kossara. Dopo le nozze, gli fu consentito di tornare in Doclea e regnare come vassallo. Quando Samuele fu sconfitto dai Bizantini di Basilio II nel 1016, la Doclea fu libera dal vincolo di vassallaggio: Jovan Vladimir allargò la sua influenza sulle regioni circostanti diventando Re anche di Travunia e di Serbia, nell'ambito del Thema di Serbia, all'interno dell'Impero bizantino. Nel 1016 morì e a succedergli fu lo zio Dragomir che aveva sposato la figlia di Ljutomir, l'erede al trono di Rascia.

## L'XI secolo

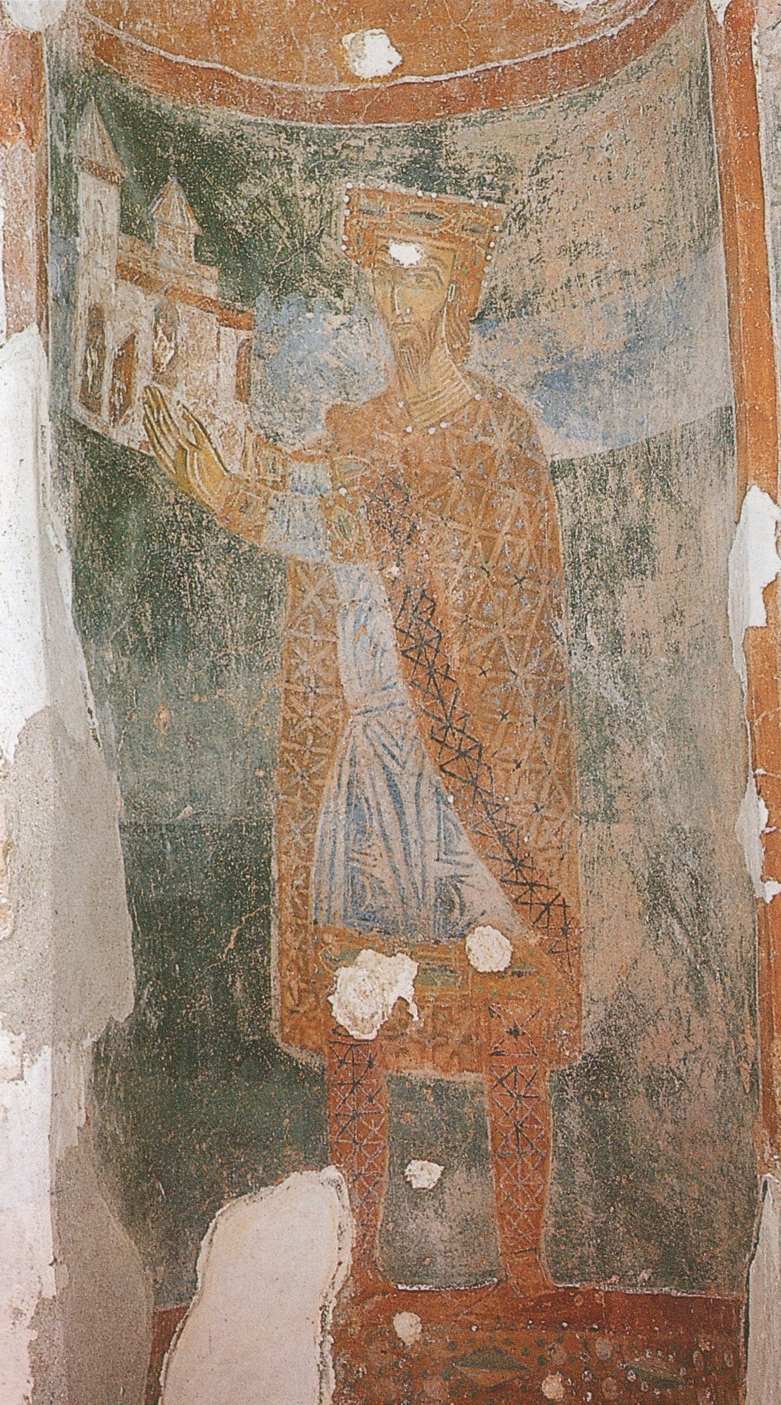
Mihailo Vojisavljević

L'XI secolo fu per la regione un periodo di grandi conflitti tra gli stati slavi e con Bisanzio. L'inizio del secolo fu caratterizzato dall'anarchia seguita alla ribellione del popolo di Cattaro contro Dragomir che nel 1018 fu linciato dalla folla. Il figlio di Dragomir, Vojislav (Војислав), anche chiamato Dobroslav, per un certo tempo non ebbe alcun potere e visse in povertà, ma si adoperò per sollevare il popolo contro l'Imperatore. Nel 1034 fu nominato capo di un movimento per la liberazione delle terre costiere dell'Adriatico. Nonostante questo, considerato controparte affidabile da Costantinopoli, assicurò la fedeltà della sua gente all'Impero, fu insignito del titolo di Stefano (Стефан, dal greco Στέφανος che significa corona), ossia incoronato, quindi, legittimo vassallo di Bisanzio, e si proclamò Arconte dei Serbi. Acquistato pienamente il potere, nel 1035 guidò una sommossa. Le armate serbe furono sconfitte e Stefano Vojislav arrestato nell'estate del 1036. L'imperatore mandò uno stratega a governare in suo nome le terre di Doclea. Fuggito dalla prigione, tornò a guidare la rivolta che, nel 1038 riuscì. Lo stratega fu cacciato e Vojislav creò uno Stato serbo che si estendeva dal Lago di Scutari ai monti Hum. Portò aiuto anche a tutte le rivolte slave che stavano sorgendo nei Balcani da Belgrado a Skopje.
Nel 1040 emissari di Vojislav andarono nella baia di Doclea a rubare il carico d'oro che una nave bizantina aveva perduto in un naufragio. Quest'azione portò una grande ricchezza nelle casse del sovrano, ma indispettì l'imperatore che inviò un'armata per recuperare l'oro e punire i serbi. I bizantini furono battuti. Poiché, nel frattempo si sollevò, anche la Bulgaria, impegnando le forze militari bizantine, Costantinopoli non reagì ulteriormente.

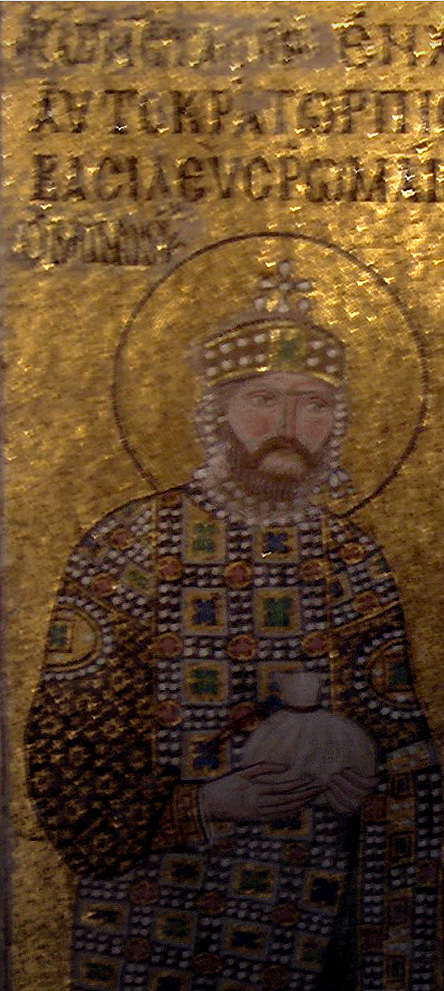
Costantino Monomaco

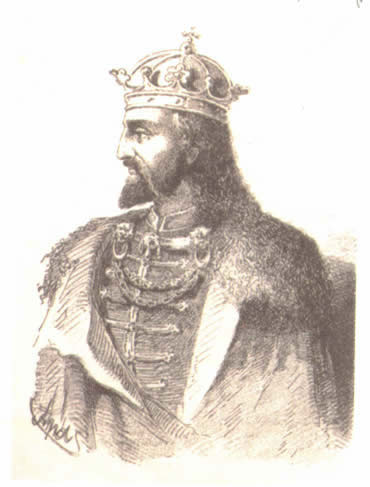
Costantino Bodin

Nel 1041 il nuovo imperatore Costantino IX Monomaco tornò a combattere Vojislav con un potentissimo esercito, potendo contare anche sull'appoggio del giuppano di Zaclumia. Di nuovo Vojislav risultò vincitore e annesse ai suoi possedimenti anche gran parte di Zaclumia; stipulò pure patti di amicizia coi sovrani di Bosnia e Rascia. La contemporanea vittoria slava guidata da Peter Deljan che si proclamò imperatore di Bulgaria pose fine alle possibilità di Bisanzio di continuare la guerra contro la Doclea.
Intorno al 1050 Stefano Vojislav morì e gli succedette il figlio Mihailo che dovette subito sedare una rivolta in Travunia e che si affrettò a rinnovare la promessa di fedeltà a Bisanzio, sposando una nipote di Costantino IX. L'imperatore gli concesse il titolo di protospator e per 20 anni i rapporti tra la Doclea e l'Impero furono pacifici. La capitale della Doclea fu fissata a Cattaro.
Nel 1055 si consumò il grande scisma d'Oriente tra la Chiesa cristiana ortodossa e quella cattolica. La Doclea si trovò al centro di questa divisione. Mihailo si dichiarò fedele al Papato e chiese, però, la creazione di una Chiesa autocefala. Papa Alessandro II rispose con la creazione di una diocesi ad Antivari nel 1067. Quando nel 1071 l'imperatore Romano IV venne catturato da Turchi selgiucidi dopo la battaglia di Manzicerta, Mihailo interruppe le relazioni con Bisanzio e nel 1072 inviò suo figlio Konstantin Bodin (Константин Бодин) a combattere a fianco dei ribelli macedoni contro l'Impero per liberare la Bulgaria. L'esercito di Costantino riportò numerose vittorie e egli stesso fu incoronato Imperatore dei Bulgari col nome di Pietro III. Mihailo, approfittando della situazione positiva, attaccò, alleandosi ai Croati le città costiere della Dalmazia. La sorte, però, divenne sfavorevole a Bodin, e ben presto fu sopraffatto e arrestato dalle forze bizantine che si mossero anche verso la Dalmazia per recuperarla dalla conquista di Mihailo. Nel 1074 fu siglata una tregua. Nel 1076 Mihailo conquistò Ragusa di Dalmazia e nello stesso anno fu incoronato da un emissario di papa Gregorio VII Re degli Slavi. Con l'aiuto di commercianti veneziani, riuscì a liberare suo figlio Bodin dalla prigionia a Costantinopoli e gli fece sposare nel 1080 la figlia del principe normanno Roberto il Guiscardo. Mihailo continuò a dichiararsi fedele a Roma per uscire dall'influenza bizantina, ma, contemporaneamente, favorì il rito bizantino per non soggiacere totalmente al Papa.
Costantino Bodin successe al padre Mihailo nel 1081. Quando i Normanni e Bisanzio si affrontarono in guerra, Bodin rimase neutrale anche se ufficiosamente aiutò i Normanni, e contemporaneamente conquistò la Rascia e la Bosnia. Difese apertamente papa Urbano II nella sua lotta con l'antipapa Clemente III e per questo il Pontefice, l'8 gennaio 1089 elevò la diocesi di Antivari ad arcidiocesi con giurisdizione su Rascia e Doclea (Serbia), Bosnia, Travunia e Zaclumia, Cattaro e Dulcigno.

## Dissolvimento della Doclea
Morto Costantino Bodin nel 1011, in Doclea si scatenò una guerra dinastica che vide contrapposta la vedova di Bodin e i suoi figli al fratellastro del sovrano, Dobroslav II. Nella lotta intervennero Bisanzio e la Rascia.
Tra il 1101 e il 1150 il trono passò di mano sette volte. L'ultimo sovrano della Doclea autonoma fu il principe Radoslav che, quando morì nel 1162, aveva ormai perduto tutte le terre a favore del Gran principato di Rascia.

## Dalla Rascia al Principato di Zeta
Bisanzio ridistribuì le terre della Rascia ai feudatari locali, dando la gran parte delle terre della Doclea a Stracimir, figlio del principe Zavida Vukanović di Zaclumia. Sul trono di Rascia sedeva il fratello di Stacimir, Tihomir che nel 1168 fu spodestato da un altro fratello, Stefano Nemanja. Nemanja nel 1186 mise sul trono di Doclea suo figlio primogenito Vukan che mantenne buoni rapporti con Roma, dichiarandosi cattolico e sposando una parente di papa Innocenzo III.

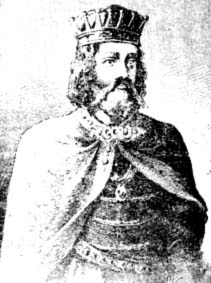
Stefano Nemanja

Alla morte di Nemanja, nel 1199 gli successe sul trono di Rascia il figlio minore Stefano II. Irritato per non essere stato scelto dal padre per diventare Gran principe, Vukan mosse guerra al fratello, conquistò il potere in Rascia nel 1202, ma nel 1204 fu spodestato da Stefano e tornò a governare la Doclea.
È in questo periodo che il nome di Doclea viene ufficialmente cambiato in Principato di Zeta.
Stefano II nel 1217 assunse il titolo di Re dei Serbi. Da quel momento la Doclea, benché titolare di una certa autonomia, sarà parte integrante della Serbia e sottoposta ad un'adesione forzata alla fede ortodossa e ad un processo di assimilazione culturale serbo, voluto dai sovrani della dinastia Nemanjić.